# Gustavus Richard Brown

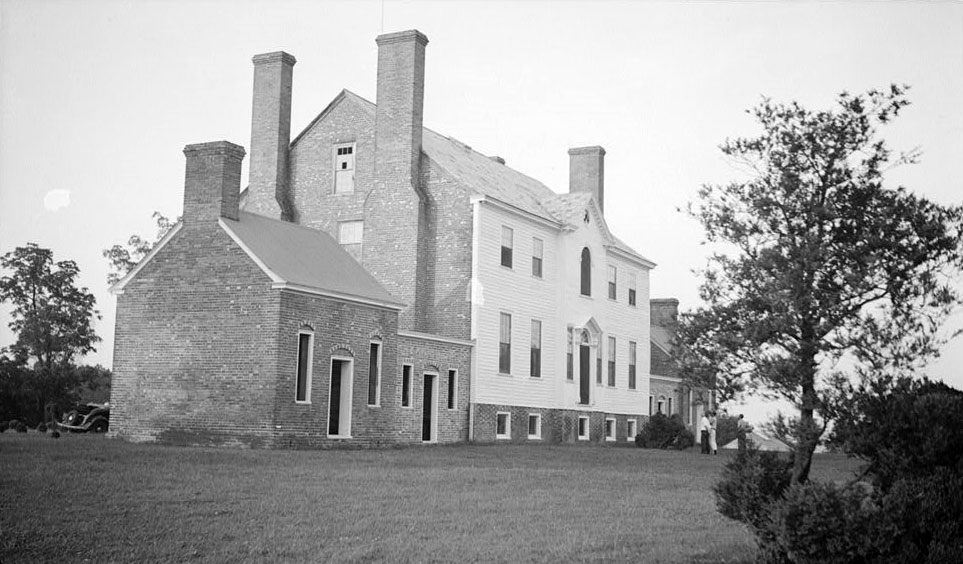
Südansicht von Dr. Browns Haus Rose Hill an der Rose Hill Road, in der Nähe von Port Tobacco, Charles County, Maryland. Erbaut Ende des 18. Jahrhunderts, restauriert 1937. Foto von Thomas T. Waterman, 1940, für den Historic American Buildings Survey

Gustavus Richard Brown (* 17. Oktober 1747; † 30. September 1804) war ein US-amerikanischer Arzt, lebenslanger Freund von George Washington, war beteiligt bei der Gründung von Lazaretten für die Kontinentalarmee und ein Botaniker. Bekannt wurde er vor allem dadurch, dass er einer der Ärzte war, die zu Washington gerufen wurden in der Nacht als dieser starb.

## Leben
Gustavus Brown studierte Medizin im schottischen Edinburgh und schloss im Jahre 1768 ab. Neben der Tätigkeit als Mediziner, war er in das Parlament von Maryland gewählt worden und diente als Richter. Er war ein Mitglied der Maryland State Convention von 1788 und stimmte dafür die US-Verfassung zu ratifizieren. Während der Amerikanischen Revolution half er bei der Etablierung von Lazaretten und wurde Generalstabsarzt der Kontinentalarmee. Er forderte von General Washington, dass dieser die Truppen in Maryland inspizierte und die Registrierung der wehrfähigen Männer.
Um 1780, kaufte er vier Landstriche von seinem Nachbarn und legt diese zusammen, sie wurden bekannt als „Betty’s Delight“. Auf diesem zusammengelegten Land erbaute er seinem Landsitz Rose Hill, wo er 1783 einzog. Rose Hill liegt direkt neben dem Thomas Stone National Historic Site.
James Craik besuchte zusammen mit Gustav R. Brown, einem weiteren prominenten Bewohner von Port Tobacco, und Elisha Cullen Dick George Washington während seiner letzten Krankheit am 14. Dezember 1799. James Craik war so beeindruckt von der medizinischen Kompetenz Gustav Browns, dass er, Mrs. Washington vorschlug, dass sie im Ernstfall, nach Brown senden solle. Dr. Gustavus R. Brown, another prominent resident of Port Tobacco, and Dr. Elisha Cullen Dick, attended [George] Washington during his final illness, December 14, 1799. Dr. James Craik was so impressed with Dr. Brown’s medical skills that he suggested to Mrs. Washington (Martha), that if any case should occur that was seriously alarming, she should send for Dr. Brown.
Die Dr. Gustavus Brown Elementary in Waldorf, Maryland ist nach ihm benannt. Seine jüngere Schwester, Margaret, heiratete Thomas Stone, einem der Unterzeichner der Unabhängigkeitserklärung.
In einigen Aufzeichnungen ist Dr. Brown zu verwechseln mit seinem Vater der den gleichen Namen trug, dieser wurde in Dalkeith, Schottland 1708 geboren. Der ältere Gustav Brown ließ sich in Middleton (benannt nach seiner Familie in der Nähe von Homestead Dalkeith, Scotland) in Charles County, Maryland, nieder.